# Espelhos (álbum)
Espelhos (também intitulado como Espelhos – Versões Completas de Admirável Vídeo Novo) é um álbum de remisturas da cantora brasileira de rock, Pitty, lançado em 16 de junho de 2023 pela gravadora Deckdisc. Em comemoração aos 20 anos do seu álbum de estreia Admirável Chip Novo, Pitty revisita gravações daquela época e apresenta covers gravadas em 2004 de músicas que sempre foram referências para a artista e sua banda e que integram o conteúdo do DVD Admirável Vídeo Novo (2004), lançado pouco depois do seu primeiro disco.
O disco, que contou com a remixagem de Jack Endino, renomado produtor americano que trabalhou com Nirvana, Soundgarden e Titãs, apresenta Pitty acompanhada por Peu Sousa (guitarra), Duda Machado (bateria) e Joe (baixo), enquanto a produção ficou por conta de Rafael Ramos. O nome “Espelhos” foi inspirado numa conversa com Peu Sousa, guitarrista da banda de Pitty na época e para quem o álbum é dedicado.

## Faixas
| Versão padrão  |                                                         |                                                                            |                         |         |  |
| N.º            | Título                                                  | Compositor(es)                                                             | Artista original        | Duração |  |
| 1.             | "Girls Just Want to Have Fun"                           | Robert Hazard                                                              | Cyndi Lauper            | 3:24    |  |
| 2.             | "Eleanor Rigby"                                         | John Lennon, Paul McCartney                                                | The Beatles             | 3:21    |  |
| 3.             | "Private Idaho" (com BNegão e Nancyta)                  | Cindy Wilson, Fred Schneider, Kate Pierson, Keith Strickland, Ricky Wilson | The B-52s               | 3:44    |  |
| 4.             | "Sailin' On" (com Cannibal)                             | Darryl Jenifer, Dr. Know, Earl Hudson, Paul Hudson                         | Bad Brains              | 1:49    |  |
| 5.             | "Love Buzz"                                             | Robbie Van Leeuwen                                                         | Shocking Blue           | 3:29    |  |
| 6.             | "Femme Fatale"                                          | Lou Reed                                                                   | The Velvet Underground  | 3:58    |  |
| 7.             | "Go With The Flow"                                      | Josh Homme, Nick Oliveri                                                   | Queens of the Stone Age | 4:13    |  |
| 8.             | "Be Bigger"                                             | Emerson Borel, Evandro Cerqueira                                           | Úteros em Fúria         | 3:14    |  |
| 9.             | "Imagem é Tudo, Sua Cabeça Não Tem Nada" (com Jason)    | Flávio Flock, Vital                                                        | Jason                   | 1:27    |  |
| 10.            | "Punk Rock, Hardcore Alto José do Pinho" (com Cannibal) | Cannibal, Celo Brown, Neilton                                              | Devotos                 | 1:30    |  |
| 11.            | "Sailin' On (Country)"                                  | Darryl Jenifer, Dr. Know, Earl Hudson, Paul Hudson                         | Bad Brains              | 1:48    |  |
| Duração total: | Duração total:                                          | Duração total:                                                             | Duração total:          | 31:57   |  |

## Créditos
- Pitty: vocal (todas as faixas), pandeirola (faixa 6), guitarra (faixa 7)
- Peu Sousa: guitarra (todas as faixas, exceto 9)
- Joe Gomes: baixo elétrico (todas as faixas, exceto 9 e 10)
- Duda Machado: bateria
- Panço: guitarra (faixa 9)
- Flávio Flock: baixo (faixa 9)
- Nancyta: vocal (faixa 3)
- BNegão: vocal (faixa 3)
- Cannibal: vocal (faixas 4 e 10), baixo (faixa 10)